# Brunnengalerie (Wiesloch)

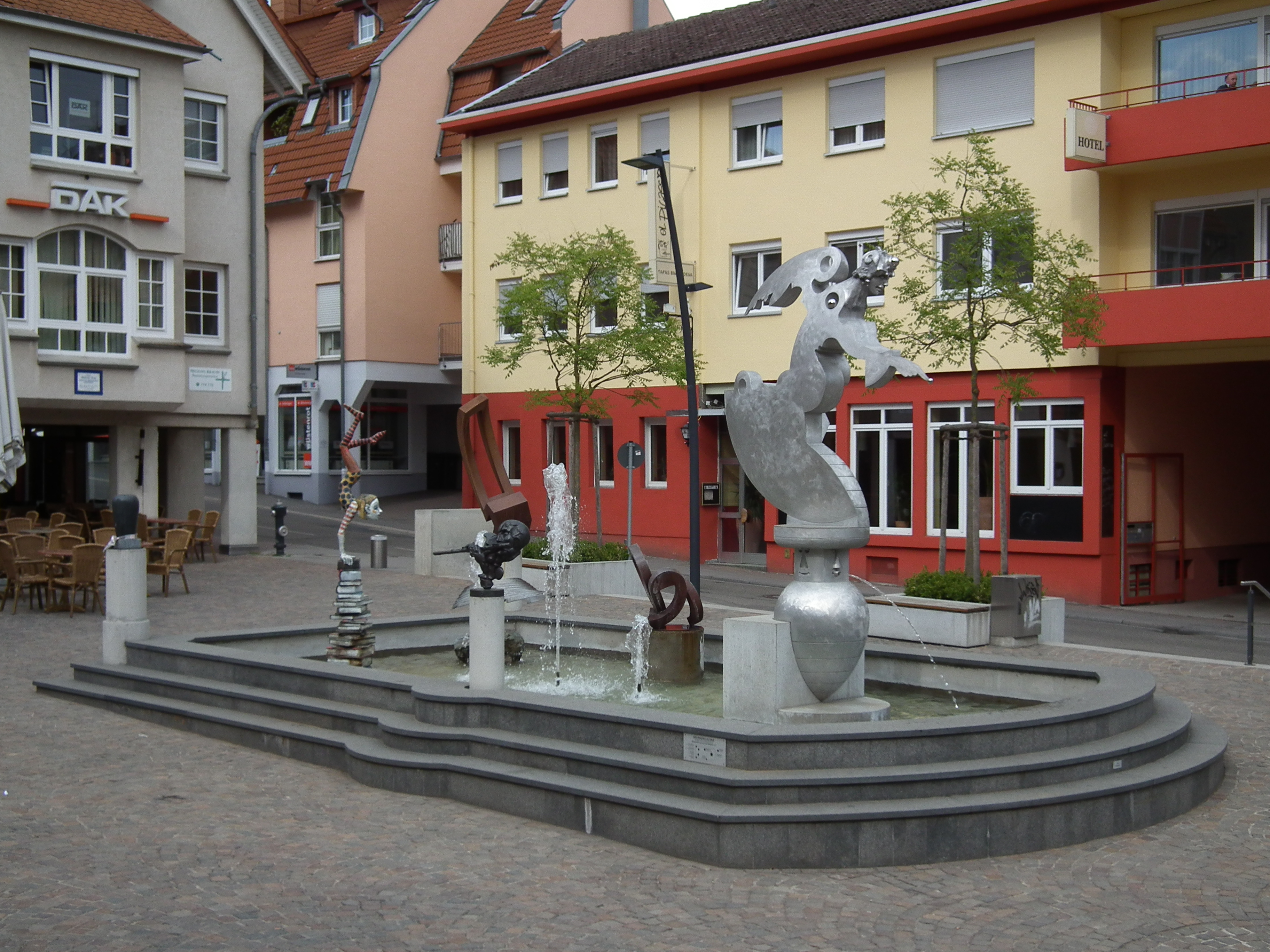
Brunnengalerie in Wiesloch

Die Brunnengalerie in Wiesloch auf dem Adenauerplatz vor der Laurentiuskirche präsentiert im Rahmen der Kunst im öffentlichen Raum sieben Objekte verschiedener Künstler in und bei einem Brunnen. Die Aufstellung des Ensembles wurde 2007/08 von der Bürgerstiftung Kunst für Wiesloch e.V. veranlasst.

## Geschichte
Als die Stadt Wiesloch die Freimachung des Adenauerplatzes von den bisher dort befindlichen Bäumen und Blumentrögen plante, setzten sich die Mäzene Grete und Helmut Bergdolt, auf deren Initiative sowohl der Kunstverein Wiesloch als auch die Bürgerstiftung Kunst für Wiesloch zurückgehen, für die Errichtung eines Brunnens auf dem Platz ein. Dieser Brunnen sollte nicht nur die barocken Formen der benachbarten Laurentiuskirche aufgreifen, sondern auch die bis dato bereits geschaffene Vielfalt der im öffentlichen Stadtraum befindlichen Kunst repräsentieren. Dazu wurden sieben Arbeiten vorwiegend solcher Künstler, die bereits mit Arbeiten im Stadtbild vertreten waren, angekauft und auf Sockeln in und bei dem Brunnen montiert. Die Gesamtkosten beliefen sich auf rund 270.000 Euro und wurden im Wesentlichen durch die Kunststiftung finanziert.

## Gezeigte Objekte
- Werner Pokorny: Haus mit durchbrochener Form, Corten-Stahl, 2007 (kleine Fassung einer Brunnensäule von 1995), eingeweiht 2008
- Volkmar Haase: Kleine Woge auf blauem Kyanit, Edelstahl, 1999, eingeweiht 2008
- Hans Scheib: Literaturnerin, farbig gefasste Bronze, 2007, eingeweiht 2008
- Antal Sándor: Die Nacht, Basalt, 2007, eingeweiht 2008
- Dieter Koswig: Stahlronde, Corten-Stahl, 1993, eingeweiht 2008
- Karel Fron: Flötenspieler, Bronze (Vergrößerung einer Kleinplastik von 1983), eingeweiht 2008
- Anne Sewcz: Meditation, Granit, 2007, eingeweiht 2008
- Jürgen Goertz: Schutzengel, Aluminium, 2007, eingeweiht 2008

Sechs der sieben Objekte befinden sich auf Sockeln im Wasser oder auf der Umrandung des Brunnens. Der Schutzengel von Jürgen Goertz fungiert dabei auch als Wasserspeier. Das Objekt Meditation von Anne Sewcz wurde außerhalb des Brunnens auf einem Sockel aufgestellt.